# Vincenz Prießnitz

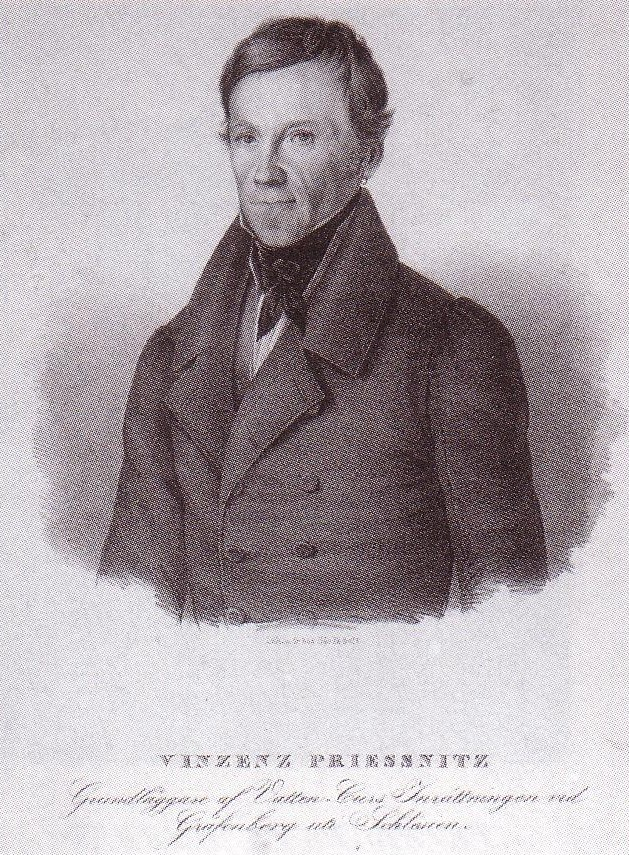
Vincenz Prießnitz

Vincenz Prießnitz, gelegentlich Prisnitz oder Prißnitz, (* 4. Oktober 1799 in Gräfenberg, Lázně Jeseník, in Österreichisch-Schlesien; † 28. November 1851 ebenda) war ein Landwirt und autodidaktischer Naturheiler. Er gilt (nach den „Wasserhähnen“ Siegmund Hahn und Johann Siegmund Hahn) als Erneuerer der Kaltwasserkur in Österreich und Deutschland.

## Leben
Vincenz Prießnitz wurde als das jüngste von sechs Kindern des Landwirts Franz Prießnitz (1753–1836) und dessen Ehefrau Theresia Kappel (1759–1825) in Freiwaldau-Stadt, Haus Nr. 175 geboren. Da der Vater erblindete und der älteste Bruder früh starb, musste Prießnitz schon nach kurzer Zeit die Schule verlassen und auf dem elterlichen Hof mitarbeiten. Er konnte nur eingeschränkt lesen und schreiben, war also funktionaler Analphabet. Mit 17 Jahren brach sich Prießnitz zwei Rippen, als er auf dem Weg zum Feld von seinem scheuenden Pferd zu Boden geschleudert und anschließend vom angehängten Wagen überrollt wurde. Er half sich, indem er die verletzten Rippen mit einem in kaltes Wasser getauchten Umschlag fixierte und darüber mehrere eng anliegende Tücher band. Dies war die Geburtsstunde des Prießnitz-Umschlages („Prießnitz-Wickel“). Die Rippen verheilten, und sehr schnell hatte der junge Prießnitz im weiten Umkreis den Ruf, ein Wasserdoktor zu sein.

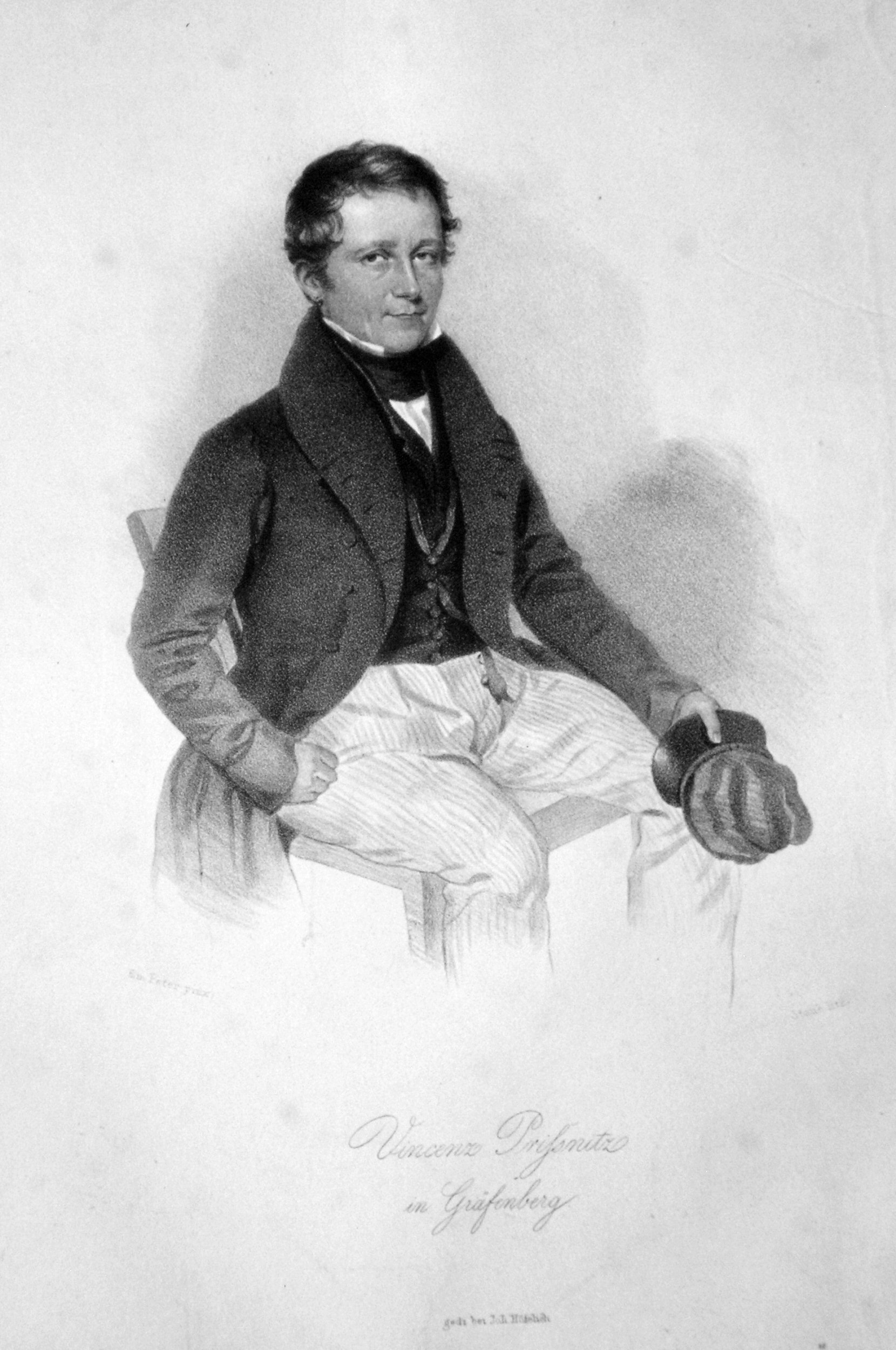
Vincenz Priessnitz, Lithographie von Andreas Staub, ca. 1830

Im Jahr 1826 kamen die ersten Kranken von außerhalb zu Prießnitz. Er richtete ein Badehaus ein, in dem er mit Wasser behandelte, wurde aber 1829 von mehreren Ärzten als Kurpfuscher angeklagt. Der Prozess endete mit einem Freispruch für Prießnitz, da er nicht mit Medikamenten, sondern ausschließlich mit Wasser therapierte.
1828 heiratete Prießnitz Sophie, eine Tochter des Gemeindevorstehers von Böhmischdorf bei Freiwaldau. Mit ihr hatte er einen Sohn und sechs Töchter.

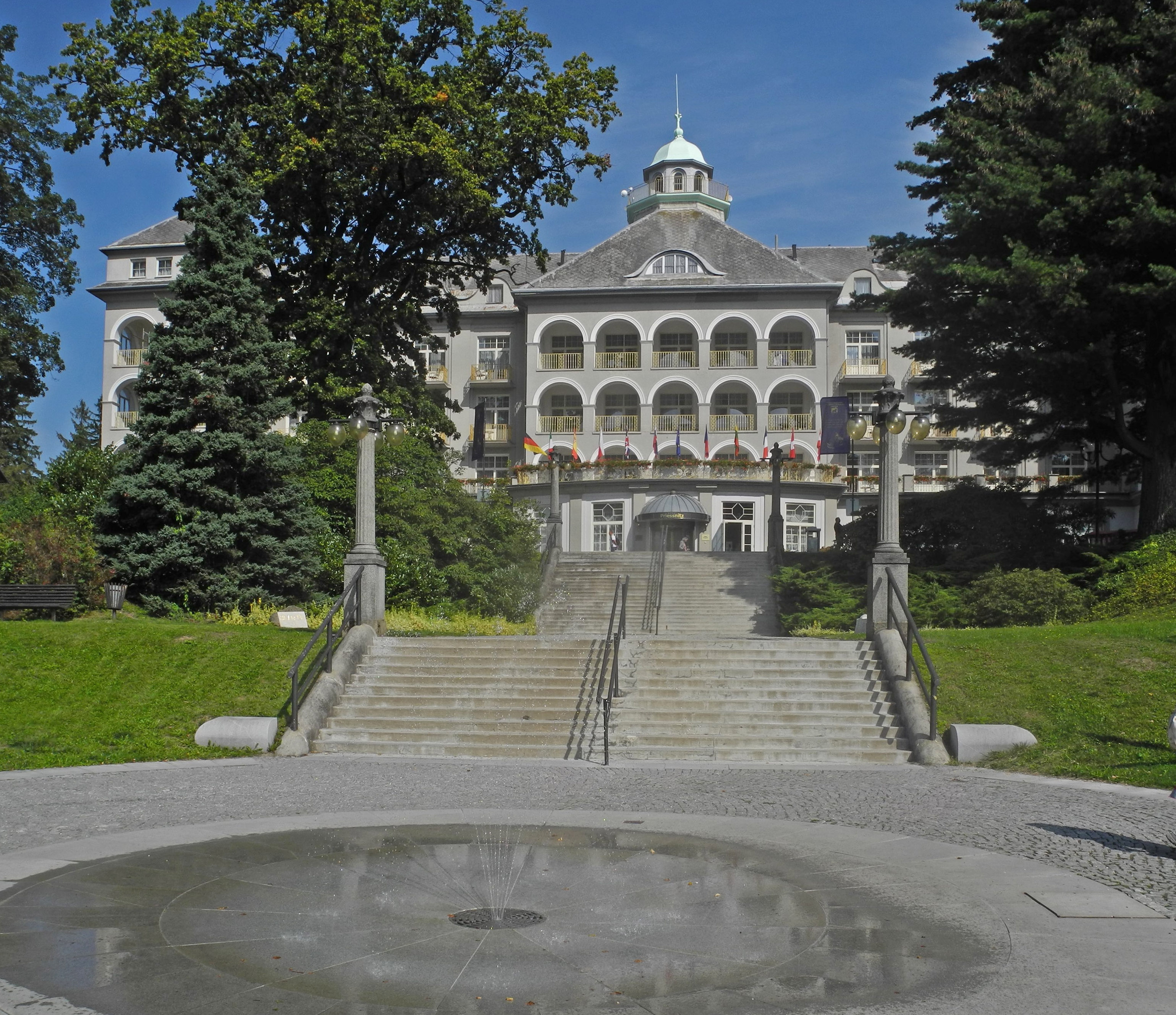
Hotel Priessnitz Lázně Jeseník (Bad Gräfenberg)

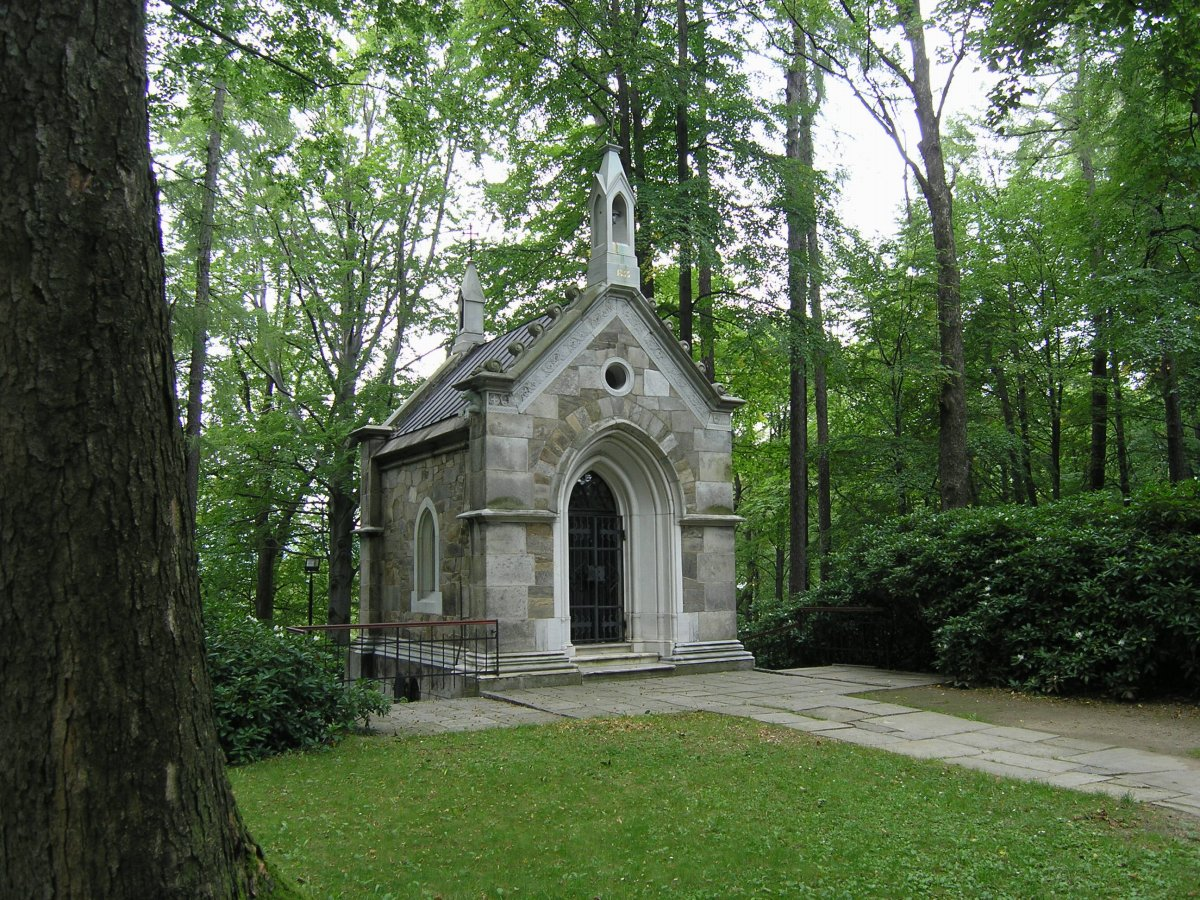
Kapelle und Grabmal von Prießnitz in Gräfenberg

1830 bekam er die Genehmigung der österreichischen Regierung zur Errichtung und Führung einer Kaltwasser-Heilanstalt. Im Badehaus wurde ein großes Becken von zehn Meter Durchmesser installiert, in dem die Patienten auch schwimmen konnten. Außerdem enthielt es einen Brunnen. Bereits 1832 wurde ein zweites Anstaltsgebäude gebaut mit 18 Zimmern und einem Saal. Insgesamt konnten in der Heilanstalt gleichzeitig etwa 100 Kranke untergebracht werden. Bis zu seinem Tod behandelte der Wasserdoktor hier etwa 36.000 Patienten. Die Prießnitz’sche Kaltwasser-Heilanstalt wurde seit 1853 vom Arzt Josef Schindler (1814–1890) und seinem Schwiegersohn Johann Ripper (1830–1912), der die Tochter Maria Anna Prießnitz geheiratet hatte, weitergeführt. Bis heute existiert die von ihm gegründete Kuranstalt in Bad Gräfenberg (Lázně Jeseník).
Prießnitz entwickelte keine neue medizinische Theorie, machte aber mit seinen Wasserkuren und Luftbädern, wie sie später auch von Arnold Rikli und Adolf Just angewandt wurden, die Hydrotherapie um 1830 populär. Innere Krankheiten führte nach der seit der Antike vorherrschenden Humoralpathologie auf „schlechte Säfte“ zurück, die aus dem Körper herausgebracht werden müssten. Er wandte kaltes Wasser und kalte Kompressen bei den verschiedensten Krankheiten an, verordnete aber auch Arbeit, Bewegung und Diät (Wasser, Milch und kalte ungewürzte Speisen). Außerdem setzte er auf Abhärtung, vorzugsweise durch eiskaltes Duschen, wobei sich das Wasser aus einer Höhe von mehreren Metern auf die Patienten ergoss. Weitere Behandlungselemente waren Trinkkuren, Klistiere, Bäder und Schwitzkuren.
Prießnitz veröffentlichte nichts, diktierte aber 1847 seiner Tochter Sophie das Vinzenz Prießnitz’sche Familien Wasserbuch, das bis heute im Institut für Geschichte der Medizin der Universität Wien aufbewahrt wird. 1880 ließ sein Schwiegersohn Hans Ripper für das Prießnitz-Archiv eine Abschrift anfertigen. Das Buch war nie zur Veröffentlichung vorgesehen, sondern in erster Linie für die Tochter Sophie, die mit ihrem Mann in Ungarn lebte. Daher sind die Angaben und Beschreibungen eher kurz gehalten, denn Sophie war bereits mit den Grundlagen vertraut. In der Abschrift werden auf 63 Seiten Behandlungen für etwa 110 Erkrankungen sowie allgemeine Verhaltensregeln beschrieben.
Prießnitz erlitt 1848 einen Schlaganfall und litt danach an „Leberschrumpfung und Wassersucht“ und hatte demnach mit einer gewissen Wahrscheinlichkeit zuletzt ein Leber- und Nierenversagen. Im Alter von 52 Jahren starb Vincenz Prießnitz am 28. November 1851 in Gräfenberg. Das von ihm hinterlassene Vermögen wurde auf stattliche 10 Millionen Gulden geschätzt. Da sein Sohn zum Zeitpunkt seines Todes noch ein Kind war, wurde die Wasserheilanstalt von einem Schwiegersohn übernommen.

## Ehrungen und Nachwirkung

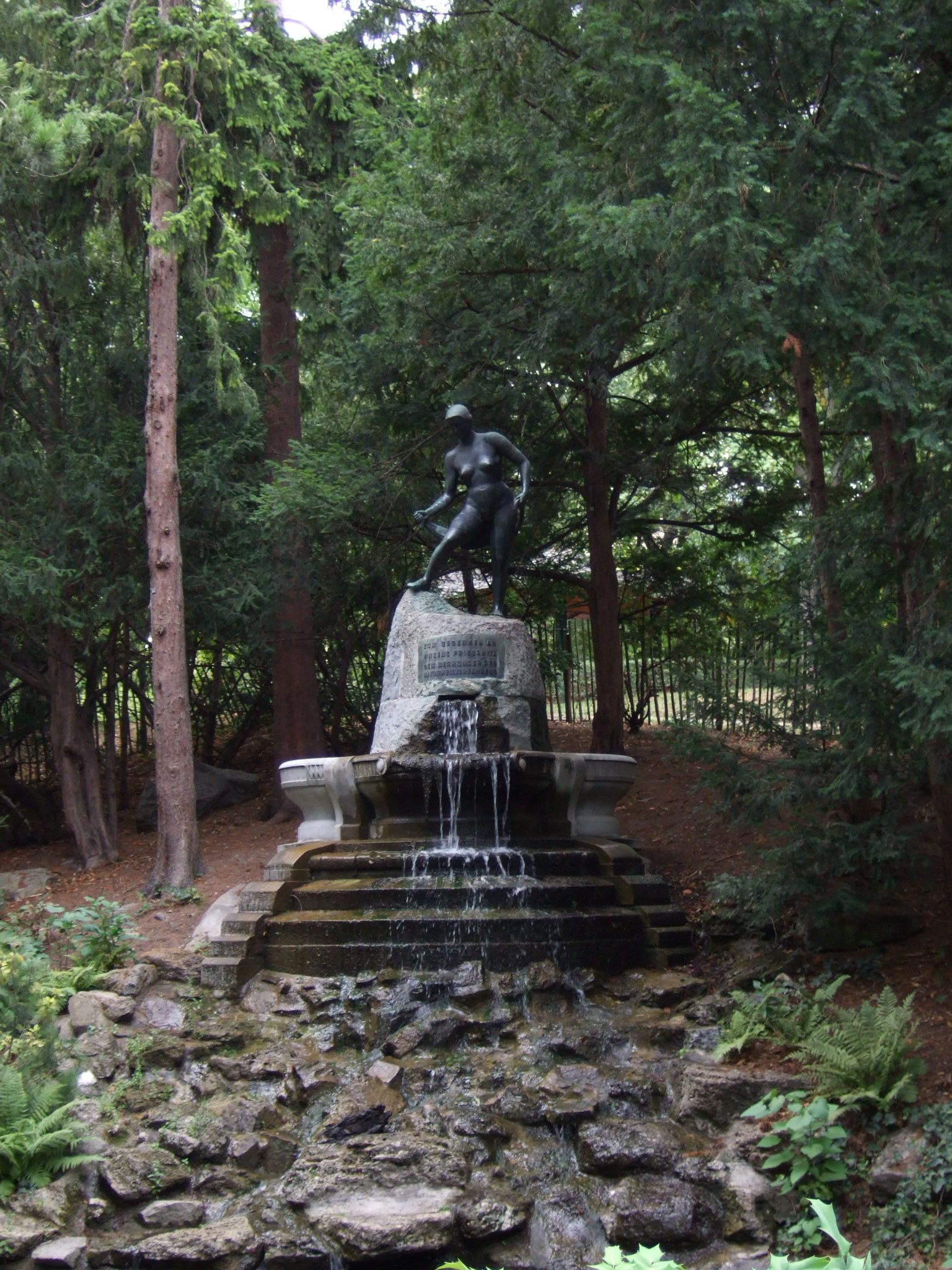
Brunnen zum Gedenken an Vincenz Prießnitz im Wiener Türkenschanzpark

Aus den Anwendungen von Prießnitz und denen seines ehemaligen Schulkollegen Johann Schroth entwickelten Eucharius Ferdinand Christian Oertel, J. H. Rausse und Theodor Hahn sowie Lorenz Gleich die Naturheilkunde. Insbesondere Gleich drängte dazu, die komplexen Kuren von Prießnitz nicht länger Hydropathie zu nennen, sondern Naturheilkunde oder Naturheilverfahren.
1846 wurde Prießnitz im Namen des österreichischen Kaisers die große goldene Verdienstmedaille für seine Leistungen verliehen. Im Stadtpark von Freiwaldau und im Türkenschanzpark in Wien erinnern bis heute Denkmäler an Vincenz Prießnitz. In Leipzig, im heutigen Kleingärtnerverein Priessnitz-Morgenröte e. V., erinnert ebenfalls ein Denkmal an ihn. Im Jahr 1909 wurde in Wien-Floridsdorf (21. Bezirk) die Prießnitzgasse nach ihm benannt.
Das Heilbad in seinem Geburtsort Gräfenberg trägt heute seinen Namen.
Georg Pingler richtete 1851 in Königstein im Taunus ein Prießnitzbad ein, nachdem er in Gräfenberg gelernt hatte. Sebastian Kneipp hospitierte bei diesem und lernte dessen Wasserkuren kennen. In Danzig eröffnete Emil Hollmichel 1907 ein Prießnitzbad, das bis 1945 bestand. In Leipzig-Leutzsch gab es ein Prießnitzbad von 1912 bis 1988, ebenso in Osnabrück und weiteren Städten.
Seit 1960 verleiht die Deutsche Heilpraktikerschaft eine Prießnitz-Medaille.
Prießnitz hat Eingang in die polnische Sprache gefunden. So heißt Dusche auf Polnisch prysznic, eine polonisierte Form seines Familiennamens. Die 1990 gegründete tschechische Band Priessnitz benannte sich nach Prießnitz.
Auf Prießnitz‘ Wirken hin gründeten sich in Deutschland bereits in der ersten Hälfte des 19. Jahrhunderts Naturheilvereine als „Prießnitz-Vereine“ und „Vereine für volksverständliche Heilkunde“. Im Jahre 1889 wurde der Dachverband „Bund der Vereine für Gesundheitspflege und arzneilose Heilweise“ gegründet, der heute noch unter dem Namen „Deutscher Naturheilbund eV“ das Erbe von Vincenz Prießnitz pflegt.

### Kurzbiografien in Nachschlagewerken
- Constantin von Wurzbach: Prießnitz, Vincenz. In: Biographisches Lexikon des Kaiserthums Oesterreich. 23. Theil. Kaiserlich-königliche Hof- und Staatsdruckerei, Wien 1872, S. 290–295 (Digitalisat).
- Julius Leopold Pagel: Prießnitz, Vincenz. In: Allgemeine Deutsche Biographie (ADB). Band 26, Duncker & Humblot, Leipzig 1888, S. 589 f.
- Priessnitz Vinzenz. In: Österreichisches Biographisches Lexikon 1815–1950 (ÖBL). Band 8, Verlag der Österreichischen Akademie der Wissenschaften, Wien 1983, ISBN 3-7001-0187-2, S. 278.
- Manfred Skopec: Prießnitz, Vincenz. In: Neue Deutsche Biographie (NDB). Band 20, Duncker & Humblot, Berlin 2001, ISBN 3-428-00201-6, S. 720 (Digitalisat).

### Wissenschaftliche Literatur
- Hubertus Averbeck: Von der Kaltwasserkur bis zur physikalischen Therapie. Betrachtungen zu Personen und zur Zeit der wichtigsten Entwicklungen im 19. Jahrhundert. Europäischer Hochschulverlag, Bremen 2012, ISBN 978-3-86741-782-2, S. 152–208.
- Alfred Brauchle: Der erste Höhepunkt in der Entwicklung der Wasserheilkunde und der Welterfolg. Der Bauer Vincenz Prießnitz. In: Alfred Brauchle: Geschichte der Naturheilkunde in Lebensbildern. 2., erweiterte Auflage von Große Naturärzte. Reclam-Verlag, Stuttgart 1951, S. 77–117.
- Hermann Hauke: Vinzenz Prießnitz und Freiwaldau-Gräfenberg. Ein Almanach, dem „Genie des kalten Wassers“ zum 200. Geburtstag gewidmet. Mährisch-Schlesischer Sudetengebirgsverein, Kirchheim/Teck 1998.
- Jürgen Helfricht: Vincenz Prießnitz (1799–1851) und die Rezeption seiner Hydrotherapie bis 1918. Ein Beitrag zur Geschichte der Naturheilbewegung (= Abhandlungen zur Geschichte der Medizin und der Naturwissenschaften. Heft 105). Matthiesen Verlag, Husum 2006, ISBN 978-3-7868-4105-0.
- Uwe Heyll, Christoph auf der Horst, Alfons Labisch: Vorbemerkungen zur Wissenschaftsgeschichte der Naturheilkunde. In: Medizinhistorisches Journal. Band. 34, Heft 1, 1999, S. 3–45.
- Uwe Heyll: Wasser, Fasten, Luft und Licht. Die Geschichte der Naturheilkunde in Deutschland. Campus Verlag, Frankfurt / New York 2006, ISBN 3-593-37955-4.
- Jürgen Rohde: In Vergessenheit geratene Erkenntnisse über Priessnitz aus dem unbekannt gebliebenen Vinzenz Priessnitz’schen Familien-Wasserbuch von 1847. In: Forschende Komplementärmedizin und Klassische Naturheilkunde. Band 9, Heft 2, 2002, S. 85–98.
- Jürgen Rohde: Die Behandlung von Infektionskrankheiten nach dem Vinzenz Prießnitz’schen Familien-Wasserbuch von 1847. Zwei Teile. In: Schweizerische Zeitschrift für Ganzheitsmedizin. Band 20, Nr. 4, 2006, S. 231–237 (Teil 1), und Nr. 5, 2006, S. 292–300 (Teil 2).
- Jürgen Rohde: Vinzenz Priessnitz (1799–1851) und die Abhärtung. In: Schweizerische Zeitschrift für Ganzheitsmedizin. Band 22, Nr. 1, 2010, S. 45–54.
- Heinz Röhrich: Vincenz Prießnitz’sche Kaltwasserkuranstalt in Gräfenberg. In: Mährisch-Schlesische Heimat. Band 14, 1969, S. 276–290.
- Karl Eduard Rothschuh:  Die Konzeptualisierung der Naturheilkunde im 19. Jahrhundert (J.H. Rausse, Theodor Hahn, Lorenz Gleich). In: Gesnerus. Band 38, Nr. 1–2, 1981, S. 175–190. (doi:10.1163/22977953-0380102018).
- Josef Sajner, Vladimír Křížek: Krankendiagnosen bei Vincenz Prießnitz. In: Christa Habrich, Frank Marguth, Jörn Henning Wolf (Hrsg.) unter Mitarbeit von Renate Wittern: Medizinische Diagnostik in Geschichte und Gegenwart. Festschrift für Heinz Goerke zum sechzigsten Geburtstag. München 1978 (= Neue Münchner Beiträge zur Geschichte der Medizin und Naturwissenschaften: Medizinhistorische Reihe. Band 7/8), ISBN 3-87239-046-5, S. 205–216.
- Bernhard Uehleke, Wolfgang Caesar: Vinzenz Priessnitz: Zum 200. Geburtstag des Wegbereiters der Naturheilkunde. In: Deutsche Apotheker Zeitung, 1999, Nr. 51, S. 60 (online).

### Zeitgenössische Literatur
- Ernst von Held-Ritt: Prißnitz auf Gräfenberg oder treue Darstellung seines Heilverfahrens mit kaltem Wasser. Ein Handbuch für Alle, welche Gräfenberg besuchen, und die Wasserkur dort oder in der Heimath brauchen wollen, so wie für Jene, welche dort Heilung fanden. Mörschner und Jasper, Wien 1837; Volltext; Nachdruck, mit einer Einleitung zur Geschichte der Hydrotherapie und der Biographie von Prißnitz sowie mit Erläuterungen und Anmerkungen hrsg. von Christian Andree. Bergstadtverlag W. G. Korn, Würzburg 1988.
- Carl Munde: Die Gräfenberger Wasserheilanstalt und die Prießnitzische Curmethode. Ein Handbuch […] für alle Kranke, die gesund werden und für Gesunde, die es bleiben wollen. Vierte, ganz umgearbeitete und vermehrte Auflage. Frohberger, Leipzig 1840; Textarchiv – Internet Archive; 5. Auflage ebenda 1841.
- Philo vom Walde: Vincenz Prießnitz. Sein Leben und sein Wirken. Zur Gedenkfeier seines hundertsten Geburtstages dargestellt. W. Möller, Berlin 1892.
- Philo vom Walde: Vincenz Priessnitz als Begründer des Wasser- und Naturheilverfahrens. Berlin 1898.
- Max Rumpler: Vincenz Prießnitz. Zum hundertjährigen Geburtstage. In: Deutscher Hausschatz, Band 26, Nr. 5, 1899/1900, Nr. 5, S. 87–88 und 90.